# Línea 44 de TMB
La línea 44 fue una línea regular de autobús urbano de la ciudad de Barcelona gestionada por la empresa TMB, sustituida el 18 de noviembre de 2013 por la línea H10 de la Red Ortogonal de Autobuses de Barcelona. Realizaba su recorrido entre la Estación de Barcelona Sants y el Estadio Olímpico de Badalona con una frecuencia, en hora punta, de 13-15 min.